# Равник (Блоке)
Равник (словен. Ravnik) — поселення в общині Блоке, Регіон Нотрансько-крашка, Словенія. Висота над рівнем моря: 762,5 м.